# Homespun (альбом)
Homespun — демо-альбом британской рок-группы XTC. Он был выпущен лейблами Cooking Vinyl и Idea Records. Альбом, являющийся дополнением к альбому Apple Venus Volume 1, имеет тот же порядок звучания, что и основной альбом. В 2005 году он был переиздан в составе бокс-сета Apple Box.

## История
После семилетнего перерыва в записях, вызванного разногласиями по контракту, XTC вернулись с удвоенной энергией, по-видимому, пытаясь наверстать упущенное время. Всего через несколько месяцев после выхода Apple Venus, Vol. 1 и за несколько месяцев до Vol. 2 группа выпустила третий полноформатный CD. Homespun — это сборник демо-записей, сделанных дома у басиста Колина Молдинга. Список композиций и последовательность точно такие же, как и на Apple Venus, Vol. 1, и большинство этих записей настолько близки к финальному результату, что случайный слушатель может даже не заметить разницы.

## Отзывы
| Оценки критиков | Оценки критиков |
| Источник        | Оценка          |
| --------------- | --------------- |
| AllMusic        | [ 4 ]           |
| Pitchfork Media | 7.6/10          |

Альбом получил положительные отзывы музыкальной критики и интернет-изданий.
Эван Катер из Allmusic отметил, что: «При первом прослушивании создаётся впечатление, что это практически идентичный альбом, которому не хватает лишь капельки лоска. Однако при более внимательном рассмотрении можно заглянуть в творческий процесс группы. Например, мелодия Молдинга „Frivolous Tonight“, исполненная на фортепиано в альбомной версии, на Homespun получает резкую и прерывистую обработку акустической гитарой. Как и следовало ожидать, „Greenman“ значительно улучшился благодаря присутствию полноценного оркестра на Apple Venus, но демо-версия содержит несколько тонких приятных моментов, включая энергичный бэк-вокал ритм-гитары и фоновую мелодию в стиле Хари Кришны в конце песни, которая не вошла в финальную версию. CD также содержит необычайно подробные аннотации и рукописные черновики текстов каждой песни. Но самые ценные находки на Homespun — это минутные зачатки „I’d Like That“ и „Harvest Festival“, записанные Партриджем в спешке в процессе написания песен. Мелодии есть, но тексты пока фрагментарны, и в обоих случаях он звучит так, будто пародирует Пола Маккартни. Эти „бормотанные наброски на монокассетах“ гораздо более интригуют, чем демо-записи, и достойны отдельного релиза Homespun».

## Список композиций

### CD: COOKCD 188
Все песни написаны Andy Partridge, кроме указанных.
1. «River of Orchids» — 4:10
2. «I’d Like That» — 4:47
3. «Easter Theatre» — 4:52
4. «Knights in Shining Karma» — 3:38
5. «Frivolous Tonight» (Colin Moulding) — 3:06
6. «Greenman» — 6:01
7. «Your Dictionary» — 3:14
8. «Fruit Nut» (Moulding) — 2:44
9. «I Can’t Own Her» — 5:06
10. «Harvest Festival» — 5:17
11. «The Last Balloon» — 5:17